# Endasys albitexanus
Endasys albitexanus là một loài tò vò trong họ Ichneumonidae.